# Berric
Berric (in bretone: Berrig) è un comune francese di 1 585 abitanti situato nel dipartimento del Morbihan nella regione della Bretagna.

## Società

### Evoluzione demografica
Abitanti censiti